# 疤面煞星：掌握世界
《疤面煞星：掌握世界》（英語：Scarface: The World Is Yours）是一款於2006年發售的动作冒险游戏，該遊戲由Radical Entertainment开发，维旺迪游戏发行，並登陸PlayStation 2 、 Xbox和Microsoft Windows 。该遊戲改编自1983年上映的電影《疤面煞星》。2007年，該遊戲登陸Wii。有人將該遊戲與2002年發售的俠盜獵車手：罪惡城市以及2004年發售的俠盜獵車手：聖安地列斯相提並論。
游戏玩法和游戏机制與类侠盗猎车手游戏相似。因此遊戲中玩家可以乘坐交通工具（汽车和船只）、执行主要任务和支線任务，并使用包括單膛室手槍、冲锋枪、霰彈槍、突击步枪、狙击步枪、火箭弹发射器、鏈鋸以及開山刀等在內的各種武器。与俠盜獵車手系列不同的是，遊戲主角不能杀死或攻擊無辜路人；如果玩家试图開車撞人，路人只会受伤。因為電影疤面煞星中的主角本身就拒绝杀害无辜人士。